# Wimbledon Football Club
Il Wimbledon Football Club è stata una società calcistica inglese, con sede a Londra; per quasi tutta la sua attività ha avuto sede nel quartiere cittadino di Wimbledon e, nel suo ultimo anno prima dello scioglimento, nella cittadina di Milton Keynes, nel Buckinghamshire.

## Storia
Fondato nel 1911 col nome di Wimbledon Borough, il club trascorse la maggior parte della propria storia nelle serie dilettantistiche, prima di una rapida ascesa all'Olimpo professionistico del calcio inglese, tra la fine degli anni settanta e i primi anni ottanta, militando, prima in First Division e poi in Premier League, ininterrottamente dal 1986 al 2000. Nel 1988 il Wimbledon sconfisse il Liverpool 1-0 nella finale di FA Cup, diventando il secondo club della storia, insieme agli Old Carthusians, ad aver vinto sia la FA Cup che la FA Amateur Cup, trofeo vinto nel 1963.
A seguito del celebre Rapporto Taylor sulla violenza negli stadi inglesi, che raccomandava a tutti i club di prima fascia di giocare in stadi con tutti i posti a sedere, il Wimbledon fu costretto a trasferirsi nel 1991 al Selhurst Park, trovandosi a dividere il campo con i rivali di sempre del Crystal Palace. Questo trasferimento, che doveva essere un accordo temporaneo, finì per durare quasi dieci anni. 
Nel 2003, dopo aver valutato una lunga serie di nuove sedi, il club traslocò a Milton Keynes, nel Buckinghamshire. Il trasferimento, che portò la squadra fuori da Londra, fu recepito come profondamente impopolare tra la maggioranza della base dei supporter, tant'è che dopo un anno appena la squadra fu rinominata Milton Keynes Dons Football Club, cancellando di fatto ogni legame col suo passato, e i tifosi del Wimbledon decisero di fondare una nuova squadra, l'AFC Wimbledon, che attualmente milita in Football League Two.

## Palmarès

### Competizioni nazionali
- Coppa d'Inghilterra: 1

1987-1988
- Campionato inglese di quarta divisione: 1

1982-1983
- FA Amateur Cup: 1

1962-1963
- Southern League: 3

1974-1975, 1975-1976, 1976-1977
- Isthmian League: 8

1930–1931, 1931–1932, 1934–1935, 1935–1936, 1958–1959, 1961–1962, 1962–1963, 1963–1964

### Competizioni regionali
- London Senior Cup: 6

1930-1931, 1935-1936, 1949-1950, 1951-1952, 1974-1975, 1976-1977
- London Charity Cup: 3

1949-1950, 1951-1952, 1935-1936
- Surrey Senior Cup: 5

1920-1921, 1935-1936, 1939-1940, 1948-1949, 1954-1955

### Altri piazzamenti
- Campionato inglese di seconda divisione:

Terzo posto: 1985-1986
- Third Division:

Secondo posto: 1983-1984
- Campionato inglese di quarta divisione:

Terzo posto: 1978-1979
Promozione: 1980-1981
- Southern League:

Secondo posto: 1967-1968
- Isthmian League:

Secondo posto: 1949-1950, 1951-1952
Terzo posto: 1926-1927, 1933-1934, 1948-1949, 1959-1960, 1960-1961
- Athenian League:

Secondo posto: 1920-1921
- Coppa d'Inghilterra:

Semifinalista: 1996-1997
- Coppa di Lega inglese:

Semifinalista: 1996-1997, 1998-1999
- Community Shield:

Finalista: 1988
- FA Amateur Cup:

Finalista: 1934-1935, 1946-1947
- Coppa Anglo-Italiana:

Finalista: 1976

## Statistiche

### Statistiche nelle competizioni UEFA
| Stagione | Competizione    | Partecipazioni | G | V | N | P | RF | RS |
| -------- | --------------- | -------------- | - | - | - | - | -- | -- |
| 1995     | Coppa Intertoto | 1              | 4 | 0 | 2 | 2 | 1  | 8  |